# Elfinskogssångare
Elfinskogssångare (Setophaga angelae) är en fågel endemisk för den karibiska ön Puerto Rico där den förekommer sällsynt på några få lokaler. Den upptäcktes först 1968 och beskrevs 1972, och är därmed den senast beskrivna arten inom familjen skogssångare (Parulidae). Artens vetenskapliga namn angelae är en hyllning till Angela Kepler, som var en av artens upptäckare. Fågeln är en insektsätare, som födosöker genom att plocka mindre insekter från blad. 
På grund av populationens ringa storlek och begränsade habitatval påbörjades ett projekt 1982 för att skydda arten, men fortfarande 2005 behövde arten skydd. Arten är inte i omedelbar fara eftersom merparten av dess habitat utgörs av skyddad skog, men introducerade arter som råtta och mungo, habitatminskning och naturkatastrofer utgör möjliga hot mot populationen.

## Upptäckt och taxonomi
Elfinskogssångare upptäcktes först 1968 av Cameron och Angela Kepler när de studerade två andra av Puerto Ricos endemiska fågelarter: puertoricoamazon (Amazona vittata) och puertoricotodi (Todus mexicanus). Den 8 maj 1971 lyckades man fånga in ett exemplar av Dendroica angelae högt uppe i nationalparken El Yunque. Ett år senare beskrev Cameron B. Kepler och Kenneth C. Parkes fågeln och gav den dess vetenskapliga namn Dendroica angelae som en hyllning till Angela Kepler. Arten är den senast beskrivna inom sin familj. Det är också den första beskrivna arten i Västindien sedan 1927 och den första beskrivna arten på Puerto Rico under hela 1900-talet. Liksom de övriga arterna skogssångare tidigare i släktet Dendroica förs den numera till släktet Setophaga.

## Utseende, fältkännetecken och läte
Ovansidan på en adult elfinskogssångare är mestadels svart med vita partier medan undersidan är vit med svarta streck. Den har mörkt bruna ögon, tydlig vit uppbruten ögonring, vita fläckar på örontäckarna och i nacken och ett tunt vitt ögonbrynsstreck. Den har dubbla vita vingband och två vita fläckar på de yttre stjärtfjädrarna. Den har en lång svart smal näbb, blågrå ben och korta rundade vingar som i genomsnitt mäter 53,8 mm. Bland arterna i släktet Dendroica är det bara puertoricoskogssångare (Setophaga adelaidae) som har kortare vingar med ett genomsnitt på 50 mm. Juvenila individer skiljer sig från de adulta och har en grönaktig fjäderdräkt med olivfärgat huvud, gulaktig ögonring, grågrön ovansida, ljust olivgröngrå undersida, mörk vingovansida och två tydliga vitgula vingband. Det tar nästan ett år för den att anlägga adult fjäderdräkt.
Den adulta fågeln mäter i genomsnitt 12,5 cm, väger i genomsnitt 8,4 gram och könen har samma teckning.

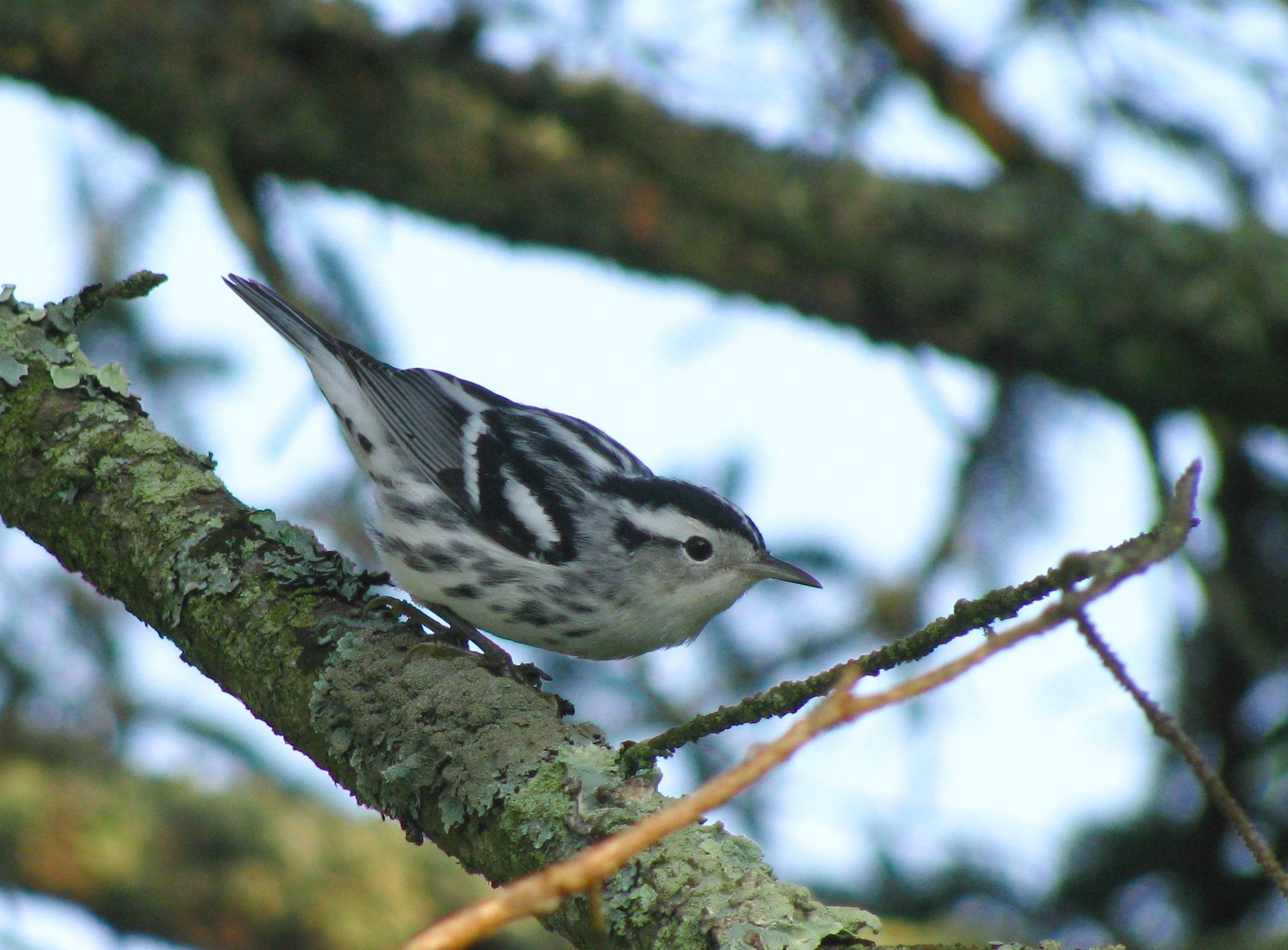
Svartvit skogssångare (Mniotilta varia) är en art som ofta misstas för elfinskogssångare.

Elfinskogssångare blandas ofta ihop med svartvit skogssångare (Mniotilta varia) som är en art som inte häckar i Karibien men som förekommer i Puerto Rico under vinterhalvåret mellan mitten av september och tidiga maj. Framför allt skiljer de sig i teckningen på huvuvdet. Den svartvita skogssångaren har ett centralt vitt hjässband och ett brett vitt ögonbrynsstreck.

### Läte
Att höra elfinskogssångare är svårt, om inte annat eftersom både sången och locklätet påminner mycket om banansmygens (Coereba flaveola) vilken är Puerto Ricos vanligaste fågel.
- Klicka här för att lyssna till elfinskogssångare

Arten har en lågmäld röst och sången består av en serie korta, snabba, omusikaliska toner i samma tonhöjd som ökar i styrka och avslutas med en kort serie distinkta dubbla stavelser i något lägre tonhöjd. Dess lockläte beskrivs som ett metalliskt chip".

## Utbredning, biotop och populationsstatistik
När arten först upptäcktes trodde man att den enbart levde på hög höjd, från 640 till 1030 meter, i så kallad dvärgskog i nationalparken El Yunque i östra Puerto Rico. De vindpinade träden i dessa områden blir sällan högre än 5 m och kännetecknas av sina styva, tjocka grenar, läderartade blad och ogenomträngliga undervegetation. Ytterligare tre populationer har senare upptäckts: 1972 i nationalparken Maricao, i västra Puerto Rico, som är 4 150 hektar och hyser den största kända populationen, 1977 i nationalparken Carite och i slutet av 1970-talet hittades en population i nationalparken Toro Negro. Studier har också påvisat att de är flyttfåglar då de genomför höjdförflyttningar under vinterhalvåret till lägre nivåer på mellan 370 och 600 meters höjd, till tabonuco och skogarna i palo colorado. Den högsta populationstätheten förekommer i Podocarpus i nationalparken Maricao. 
I september 1989 drabbades de centrala och östra områdena av Puerto Rico av orkanen Hugo vilken påverkade tre av de fyra kända populationerna av elfinskogssångare (El Yunque, Toro Negro och Carite). Under en taxering som genomfördes två år senare i Toro Negro Forest fann man inte en enda individ. Senare forskning antyder att de båda populationerna i Carite och Toro Negro med stor sannolikhet har försvunnit.

PRBBS:s punkttaxering över elfinskogssångare (2001)

Artens populationer övervakas bland annat genom punkttaxering som genomförs var tredje eller fjärde år av puertoricanska häckfågeltaxeringen (eng: Puerto Rican Breeding Bird Survey) (PRBBS). 2001 observerades 3 individer i nationalparken Maricao. IUCN:s senaste bedömning av arten, från år 2000, uppskattade att det då fanns en stabil population på 600 adulta individer.
Dvärgskogen i nationalparken El Yunque karaktäriseras av hög luftfuktighet, mycket nederbörd, låga temperaturer, låg solinstrålning, och konstant vind. Biotopen återfinns på bergstopper och består främst av täta buskar och små träd beväxta med mossor och epifyter. Biotopen är artfattig i jämförelse med andra skogsbiotoper i bergsområdena i Luquillo. Trots att dvärgskogen i nationalparken Maricao utsätts för mycket nederbörd, mer än många regnskogar, så är mycket av vegetationen xerofytisk eftersom marken har en sådan liten kapacitet att binda vatten.

## Ekologi

### Föda och beteende
Elfinskogssångare återfinns ofta födosökande efter insekter på en mellannivå av trädkronorna. Den beblandar sig ofta i flockar med andra arter som svartvit skogssångare (Mniotilta varia), puertoricotangara (Nesospingus speculiferus) och antillerpivi (Contopus latirostris). Den plockar sitt byte från bladen antingen stående eller i stilastående flykt likt en kolibri eller så genomborrar den mjuka växtdelar med sin långa näbb för att komma åt byten som finns i växten.
Fågelungarnas diet består av insekter och man har observerat hur föräldrarna har matat ungarna med fullvuxna fjärilar och hopprätvingar och även fjärilslarver.

### Häckning
Den häckar från mars till juni. Båda föräldrarna bygger boet, som placeras nära en trädstam och ofta i träd av arten Bulbophyllum wadsworthii. Boet är väl dolt och placeras mellan 1,3 och 7,6 meter över marken. Boet är skålformat och konstrueras av rötter, mindre grenar och torra löv främst från arterna Chusquea abietifolia , B. wadsworthii och Panicum maximum. Boskålen fodras med fibrer från släktet Cecropia, främst C. abietifolia, torra lövdelar och annat torrt växmaterial. Honan lägger i genomsnitt 2 till 3 vita ägg med rödbruna prickar och båda föräldrarna tar hand om ungarna efter att de har kläckts.

## Status

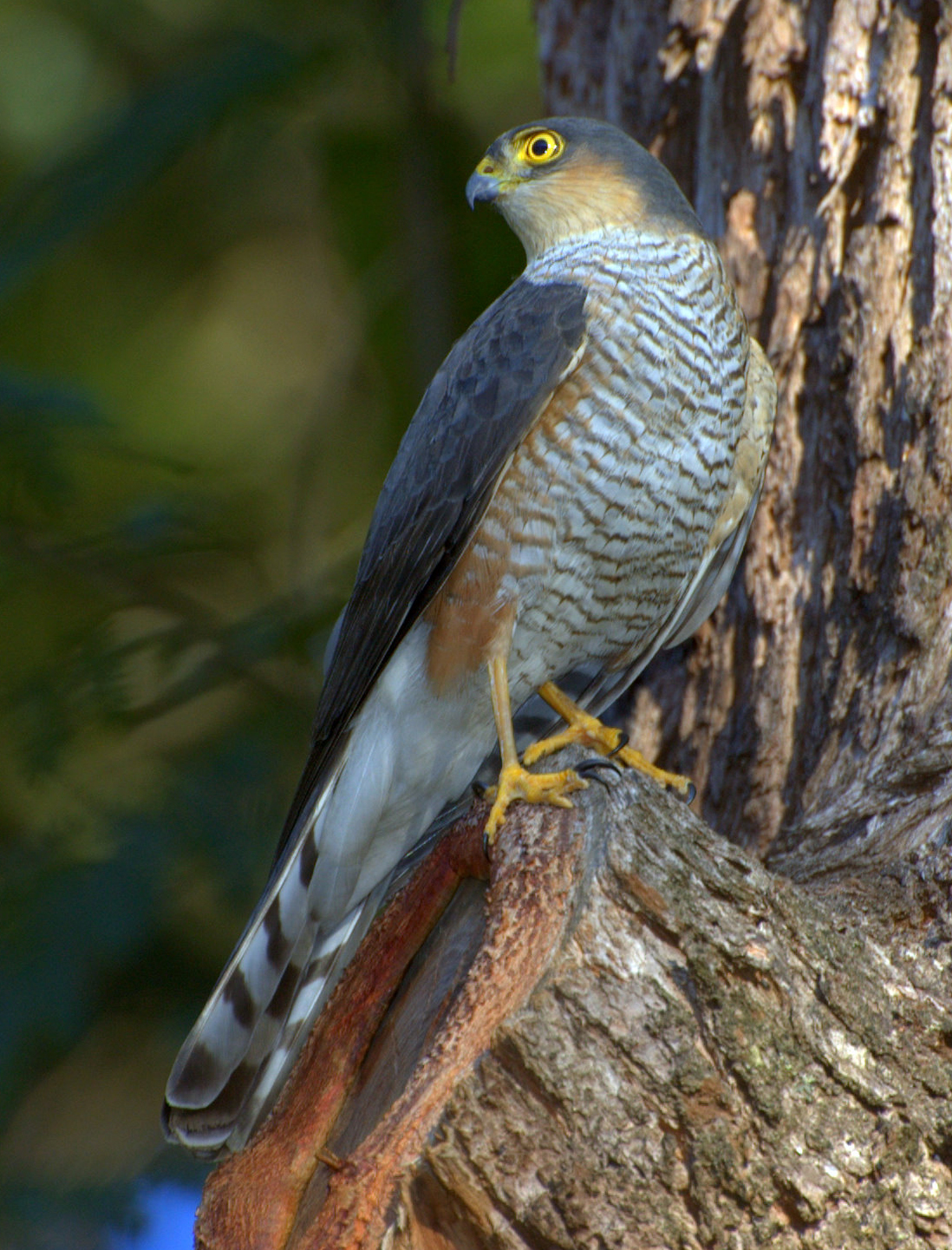
Amerikansk sparvhök (Accipiter striatus) är en naturlig fiende till elfinskogssångare.

Det finns främst två hot mot artens överlevnad, predation och förstörelse eller förändring av lämpliga habitat. Man har konstaterat att ursprungliga predatorer är vitögd härmtrast (Margarops fuscatus), amerikansk sparvhök (Accipiter striatus) och den lokalt utdöda hispaniolakråkan (Corvus leucognaphalus). Tidigare tror man också att två endemiska arter av orm och ett flertal rovdjur som man funnit fossil av kan ha utgjort naturliga fiender till elfinskogssångare. Introducerade predatorer, som främst plundrar fågelbon, utgörs av arter som katt (Felis domesticus), hund (Canis lupus familiaris), råtta (Rattus rattus) och javanesisk mungo (Herpestes javanicus). Dessa arter har snabbt förökat sig på grund av att människan har byggt olika former av inrättningar, främst för kommunikation, i nationalparkerna El Yunque och Maricao. 
Artens habitat förstörs både av människan och av naturen. Människan påverkar och förstör områdena genom byggande av telemaster och annan utrustning för kommunikation, avverkning av timmer, och byggande av vägar och järnvägar. Utöver detta förstörs habitat genom naturkatastrofer som skogsbränder och orkaner.
Elfinskogssångare placerades som kandidat för den amerikanska listan över utrotningshotade arter 1982. År 2005 uppvaktades Bushadministrationen av en grupp forskare och miljöaktivister för att placera 225 arter, däribland elfinskogssångare, till listan över utrotningshotade arter.
Första gången som IUCN bedömde artens status var 1988 då den fick bedömningen livskraftig (LC). 1994 ändrades dess status till missgynnad (NT), år 2000 bedömdes den som sårbar (VU) och 2016 som starkt hotad (EN), vilket än idag är dess status. Orsaken till att den placeras i kategorin starkt hotad är att den har en mycket liten utbredning och tros minska i antal på grund av habitatförlust och degradering. Beståndet uppskattas endast ill 1800 vuxna individer.